# Colombia Oro y Paz 2018
La 1.ª edición de la carrera ciclista Colombia Oro y Paz se disputó en Colombia entre el 6 y 11 de febrero de 2018 e inició con un circuito urbano en la ciudad de Palmira (Valle del Cauca) y finalizó en la ciudad de Manizales. La carrera consistió de un total de 6 etapas y recorrió los departamentos del Valle del Cauca, Cauca, Risaralda, Quindío y Caldas sobre una distancia total de 947,5 kilómetros.
La carrera forma parte del UCI America Tour 2018 bajo la categoría 2.1 siendo la quinta competición de éste Circuito Continental UCI para la temporada 2018 y fue ganada por el ciclista colombiano Egan Bernal del Team Sky. El podio lo completaron los ciclistas Nairo Quintana del Movistar Team y Rigoberto Urán del EF Education First-Drapac.

## Equipos participantes
Tomaron la partida un total de 25 equipos de los cuales 4 fueron UCI WorldTeam, 9 Profesionales Continentales, 9 Continentales y 3 selecciones nacionales, quienes conformaron un pelotón de 150 ciclistas de los cuales terminaron 138:
| WorldTeams (4)- EF Education First-Drapac p/b Cannondale - Movistar Team - Quick-Step Floors - Sky Equipos continentales profesionales (9)- Androni Giocattoli-Sidermec - Bardiani CSF - Burgos-BH - CCC Sprandi Polkowice - Euskadi Basque Country-Murias - Holowesko-Citadel - Israel Cycling Academy - Manzana Postobón - UnitedHealthcare Equipos continentales (9)- Asociación Civil Agrupación Virgen de Fátima - Bicicletas Strongman - Coldeportes Zenú - EPM - GW Shimano - Illuminate - Medellín-Éxito - Orgullo Paisa - Trevigiani Phonix-Hemus 1896 Equipos nacionales (3)- Colombia - Italia - Rusia |
| |

## Etapas
El recorrido definitivo y la distancia de cada una de las etapas fue el siguiente:
| Etapa     | Fecha     | Recorrido                                     | type                   | Distancia (km) | Ganador            | Líder              |
| --------- | --------- | --------------------------------------------- | ---------------------- | -------------- | ------------------ | ------------------ |
| 1.ª etapa | 6 de feb  | Palmira – Palmira                             | etapa llana            | 99,9           | Fernando Gaviria   | Fernando Gaviria   |
| 2.ª etapa | 7 de feb  | Palmira – Santander de Quilichao – Palmira    | etapa escarpada        | 183,4          | Fernando Gaviria   | Fernando Gaviria   |
| 3.ª etapa | 8 de feb  | Palmira – Riopaila – Buga                     | etapa llana            | 163,2          | Fernando Gaviria   | Fernando Gaviria   |
| 4.ª etapa | 9 de feb  | Buga – Santa Rosa de Cabal (Mirador El Tambo) | etapa de media montaña | 149,5          | Julian Alaphilippe | Julian Alaphilippe |
| 5.ª etapa | 10 de feb | Pereira – Salento                             | etapa de media montaña | 163,7          | Rigoberto Urán     | Nairo Quintana     |
| 6.ª etapa | 11 de feb | Armenia – Manizales                           | etapa de montaña       | 187,8          | Dayer Quintana     | Egan Bernal        |

Nota: De acuerdo con el recorrido aprobado por la UCI, el inicio de la prueba estaba inicialmente programado desde la ciudad de Popayán en el departamento del Cauca, pero debido a la poca disponibilidad de la hotelería 5 estrellas en dicha ciudad para la fecha, se reprogramó el arranque de la carrera desde la ciudad de Palmira (Valle del Cauca)

## Desarrollo de la carrera

### 1.ª etapa
| Palmira - Palmira | etapa llana | (99,9 km) |

| \| Clasificación de la etapa \| Clasificación de la etapa \| Clasificación de la etapa \| Clasificación de la etapa \| Clasificación de la etapa \| \| Ciclista \| Ciclista \| Equipo \| Tiempo \| \| \| ------------------------- \| ------------------------- \| ---------------------------- \| ------------------------- \| ------------------------- \| \| 1.º \| Fernando Gaviria \| Quick-Step Floors \| 2 h 07 min 05 s \| \| \| 2.º \| Juan Sebastián Molano \| Manzana Postobón \| + 0 s \| \| \| 3.º \| Maximiliano Richeze \| Quick-Step Floors \| + 0 s \| \| \| 4.º \| Matteo Malucelli \| Androni Giocattoli-Sidermec \| + 0 s \| \| \| 5.º \| Álvaro Hodeg \| Quick-Step Floors \| + 0 s \| \| \| 6.º \| Andrea Guardini \| Bardiani CSF \| + 0 s \| \| \| 7.º \| Paweł Franczak \| CCC Sprandi Polkowice \| + 0 s \| \| \| 8.º \| Davide Vigano \| Italia \| + 0 s \| \| \| 9.º \| Manuel Peñalver \| Trevigiani-Phonix-Hemus 1896 \| + 0 s \| \| \| 10.º \| Miguel Bryon \| Holowesko Citadel \| + 0 s \| \| |                       |                              |                 |
| |                       |                              |                 |
| |                       |                              |                 |
| Clasificación de la etapa |                       |                              |                 |
| Ciclista | Ciclista              | Equipo                       | Tiempo          |
| 1.º | Fernando Gaviria      | Quick-Step Floors            | 2 h 07 min 05 s |
| 2.º | Juan Sebastián Molano | Manzana Postobón             | + 0 s           |
| 3.º | Maximiliano Richeze   | Quick-Step Floors            | + 0 s           |
| 4.º | Matteo Malucelli      | Androni Giocattoli-Sidermec  | + 0 s           |
| 5.º | Álvaro Hodeg          | Quick-Step Floors            | + 0 s           |
| 6.º | Andrea Guardini       | Bardiani CSF                 | + 0 s           |
| 7.º | Paweł Franczak        | CCC Sprandi Polkowice        | + 0 s           |
| 8.º | Davide Vigano         | Italia                       | + 0 s           |
| 9.º | Manuel Peñalver       | Trevigiani-Phonix-Hemus 1896 | + 0 s           |
| 10.º | Miguel Bryon          | Holowesko Citadel            | + 0 s           |

| \| Clasificación general \| Clasificación general \| Clasificación general \| Clasificación general \| Clasificación general \| \| Ciclista \| Ciclista \| Equipo \| Tiempo \| \| \| --------------------- \| --------------------- \| --------------------------- \| --------------------- \| --------------------- \| \| 1.º \| Fernando Gaviria \| Quick-Step Floors \| 2 h 06 min 55 s \| \| \| 2.º \| Miguel Ángel Rubiano \| Coldeportes-Zenú \| + 1 s \| \| \| 3.º \| Juan Sebastián Molano \| Manzana Postobón \| + 4 s \| \| \| 4.º \| Maximiliano Richeze \| Quick-Step Floors \| + 6 s \| \| \| 5.º \| Rafael Montiel \| Orgullo Paisa \| + 7 s \| \| \| 6.º \| Simon Pellaud \| Illuminate \| + 7 s \| \| \| 7.º \| Jetse Bol \| Manzana Postobón \| + 8 s \| \| \| 8.º \| Jonathan Clarke \| UnitedHealthcare \| + 9 s \| \| \| 9.º \| Matteo Malucelli \| Androni Giocattoli-Sidermec \| + 10 s \| \| \| 10.º \| Álvaro Hodeg \| Quick-Step Floors \| + 10 s \| \| |                       |                             |                 |
| |                       |                             |                 |
| |                       |                             |                 |
| Clasificación general |                       |                             |                 |
| Ciclista | Ciclista              | Equipo                      | Tiempo          |
| 1.º | Fernando Gaviria      | Quick-Step Floors           | 2 h 06 min 55 s |
| 2.º | Miguel Ángel Rubiano  | Coldeportes-Zenú            | + 1 s           |
| 3.º | Juan Sebastián Molano | Manzana Postobón            | + 4 s           |
| 4.º | Maximiliano Richeze   | Quick-Step Floors           | + 6 s           |
| 5.º | Rafael Montiel        | Orgullo Paisa               | + 7 s           |
| 6.º | Simon Pellaud         | Illuminate                  | + 7 s           |
| 7.º | Jetse Bol             | Manzana Postobón            | + 8 s           |
| 8.º | Jonathan Clarke       | UnitedHealthcare            | + 9 s           |
| 9.º | Matteo Malucelli      | Androni Giocattoli-Sidermec | + 10 s          |
| 10.º | Álvaro Hodeg          | Quick-Step Floors           | + 10 s          |

### 2.ª etapa
| Palmira - Palmira | etapa escarpada | (183,4 km) |

| \| Clasificación de la etapa \| Clasificación de la etapa \| Clasificación de la etapa \| Clasificación de la etapa \| Clasificación de la etapa \| \| Ciclista \| Ciclista \| Equipo \| Tiempo \| \| \| ------------------------- \| ------------------------- \| ---------------------------- \| ------------------------- \| ------------------------- \| \| 1.º \| Fernando Gaviria \| Quick-Step Floors \| 3 h 49 min 30 s \| \| \| 2.º \| Juan Sebastián Molano \| Manzana Postobón \| + 0 s \| \| \| 3.º \| Matteo Malucelli \| Androni Giocattoli-Sidermec \| + 0 s \| \| \| 4.º \| Andrea Guardini \| Bardiani CSF \| + 0 s \| \| \| 5.º \| Mihkel Räim \| Israel Cycling Academy \| + 0 s \| \| \| 6.º \| Davide Vigano \| Italia \| + 0 s \| \| \| 7.º \| Martin Laas \| Illuminate \| + 0 s \| \| \| 8.º \| John Murphy \| Holowesko Citadel \| + 0 s \| \| \| 9.º \| Jairo Cano Salas \| EPM \| + 0 s \| \| \| 10.º \| Manuel Peñalver \| Trevigiani-Phonix-Hemus 1896 \| + 0 s \| \| |                       |                              |                 |
| |                       |                              |                 |
| |                       |                              |                 |
| Clasificación de la etapa |                       |                              |                 |
| Ciclista | Ciclista              | Equipo                       | Tiempo          |
| 1.º | Fernando Gaviria      | Quick-Step Floors            | 3 h 49 min 30 s |
| 2.º | Juan Sebastián Molano | Manzana Postobón             | + 0 s           |
| 3.º | Matteo Malucelli      | Androni Giocattoli-Sidermec  | + 0 s           |
| 4.º | Andrea Guardini       | Bardiani CSF                 | + 0 s           |
| 5.º | Mihkel Räim           | Israel Cycling Academy       | + 0 s           |
| 6.º | Davide Vigano         | Italia                       | + 0 s           |
| 7.º | Martin Laas           | Illuminate                   | + 0 s           |
| 8.º | John Murphy           | Holowesko Citadel            | + 0 s           |
| 9.º | Jairo Cano Salas      | EPM                          | + 0 s           |
| 10.º | Manuel Peñalver       | Trevigiani-Phonix-Hemus 1896 | + 0 s           |

| \| Clasificación general \| Clasificación general \| Clasificación general \| Clasificación general \| Clasificación general \| \| Ciclista \| Ciclista \| Equipo \| Tiempo \| \| \| --------------------- \| --------------------- \| ---------------------------- \| --------------------- \| --------------------- \| \| 1.º \| Fernando Gaviria \| Quick-Step Floors \| 5 h 56 min 12 s \| \| \| 2.º \| Juan Sebastián Molano \| Manzana Postobón \| + 11 s \| \| \| 3.º \| Miguel Ángel Rubiano \| Coldeportes-Zenú \| + 14 s \| \| \| 4.º \| Juan Esteban Arango \| Colombia \| + 17 s \| \| \| 5.º \| Matteo Malucelli \| Androni Giocattoli-Sidermec \| + 19 s \| \| \| 6.º \| Maximiliano Richeze \| Quick-Step Floors \| + 19 s \| \| \| 7.º \| Simon Pellaud \| Illuminate \| + 20 s \| \| \| 8.º \| Rafael Montiel \| Orgullo Paisa \| + 20 s \| \| \| 9.º \| Nicolás Tivani \| Trevigiani-Phonix-Hemus 1896 \| + 20 s \| \| \| 10.º \| Andrea Guardini \| Bardiani CSF \| + 21 s \| \| |                       |                              |                 |
| |                       |                              |                 |
| |                       |                              |                 |
| Clasificación general |                       |                              |                 |
| Ciclista | Ciclista              | Equipo                       | Tiempo          |
| 1.º | Fernando Gaviria      | Quick-Step Floors            | 5 h 56 min 12 s |
| 2.º | Juan Sebastián Molano | Manzana Postobón             | + 11 s          |
| 3.º | Miguel Ángel Rubiano  | Coldeportes-Zenú             | + 14 s          |
| 4.º | Juan Esteban Arango   | Colombia                     | + 17 s          |
| 5.º | Matteo Malucelli      | Androni Giocattoli-Sidermec  | + 19 s          |
| 6.º | Maximiliano Richeze   | Quick-Step Floors            | + 19 s          |
| 7.º | Simon Pellaud         | Illuminate                   | + 20 s          |
| 8.º | Rafael Montiel        | Orgullo Paisa                | + 20 s          |
| 9.º | Nicolás Tivani        | Trevigiani-Phonix-Hemus 1896 | + 20 s          |
| 10.º | Andrea Guardini       | Bardiani CSF                 | + 21 s          |

### 3.ª etapa
| Palmira - Buga | etapa llana | (163,2 km) |

| \| Clasificación de la etapa \| Clasificación de la etapa \| Clasificación de la etapa \| Clasificación de la etapa \| Clasificación de la etapa \| \| Ciclista \| Ciclista \| Equipo \| Tiempo \| \| \| ------------------------- \| ------------------------- \| -------------------------------------------- \| ------------------------- \| ------------------------- \| \| 1.º \| Fernando Gaviria \| Quick-Step Floors \| 3 h 30 min 05 s \| \| \| 2.º \| Matteo Malucelli \| Androni Giocattoli-Sidermec \| + 0 s \| \| \| 3.º \| Juan Sebastián Molano \| Manzana Postobón \| + 0 s \| \| \| 4.º \| Davide Vigano \| Italia \| + 0 s \| \| \| 5.º \| Lucas Sebastián Haedo \| UnitedHealthcare \| + 0 s \| \| \| 6.º \| Maximiliano Richeze \| Quick-Step Floors \| + 0 s \| \| \| 7.º \| Cristian Tamayo \| GW Shimano \| + 0 s \| \| \| 8.º \| Manuel Peñalver \| Trevigiani-Phonix-Hemus 1896 \| + 0 s \| \| \| 9.º \| Nicolás Naranjo \| Asociación Civil Agrupación Virgen de Fátima \| + 0 s \| \| \| 10.º \| Adrian González Velasco \| Burgos-BH \| + 0 s \| \| |                         |                                              |                 |
| |                         |                                              |                 |
| |                         |                                              |                 |
| Clasificación de la etapa |                         |                                              |                 |
| Ciclista | Ciclista                | Equipo                                       | Tiempo          |
| 1.º | Fernando Gaviria        | Quick-Step Floors                            | 3 h 30 min 05 s |
| 2.º | Matteo Malucelli        | Androni Giocattoli-Sidermec                  | + 0 s           |
| 3.º | Juan Sebastián Molano   | Manzana Postobón                             | + 0 s           |
| 4.º | Davide Vigano           | Italia                                       | + 0 s           |
| 5.º | Lucas Sebastián Haedo   | UnitedHealthcare                             | + 0 s           |
| 6.º | Maximiliano Richeze     | Quick-Step Floors                            | + 0 s           |
| 7.º | Cristian Tamayo         | GW Shimano                                   | + 0 s           |
| 8.º | Manuel Peñalver         | Trevigiani-Phonix-Hemus 1896                 | + 0 s           |
| 9.º | Nicolás Naranjo         | Asociación Civil Agrupación Virgen de Fátima | + 0 s           |
| 10.º | Adrian González Velasco | Burgos-BH                                    | + 0 s           |

| \| Clasificación general \| Clasificación general \| Clasificación general \| Clasificación general \| Clasificación general \| \| Ciclista \| Ciclista \| Equipo \| Tiempo \| \| \| --------------------- \| --------------------- \| ---------------------------- \| --------------------- \| --------------------- \| \| 1.º \| Fernando Gaviria \| Quick-Step Floors \| 9 h 26 min 07 s \| \| \| 2.º \| Juan Sebastián Molano \| Manzana Postobón \| + 17 s \| \| \| 3.º \| Matteo Malucelli \| Androni Giocattoli-Sidermec \| + 23 s \| \| \| 4.º \| Rafael Montiel \| Orgullo Paisa \| + 24 s \| \| \| 5.º \| Miguel Ángel Rubiano \| Coldeportes-Zenú \| + 24 s \| \| \| 6.º \| Brayan Ramírez \| Colombia \| + 26 s \| \| \| 7.º \| Juan Esteban Arango \| Colombia \| + 27 s \| \| \| 8.º \| Maximiliano Richeze \| Quick-Step Floors \| + 29 s \| \| \| 9.º \| Simon Pellaud \| Illuminate \| + 30 s \| \| \| 10.º \| Nicolás Tivani \| Trevigiani-Phonix-Hemus 1896 \| + 30 s \| \| |                       |                              |                 |
| |                       |                              |                 |
| |                       |                              |                 |
| Clasificación general |                       |                              |                 |
| Ciclista | Ciclista              | Equipo                       | Tiempo          |
| 1.º | Fernando Gaviria      | Quick-Step Floors            | 9 h 26 min 07 s |
| 2.º | Juan Sebastián Molano | Manzana Postobón             | + 17 s          |
| 3.º | Matteo Malucelli      | Androni Giocattoli-Sidermec  | + 23 s          |
| 4.º | Rafael Montiel        | Orgullo Paisa                | + 24 s          |
| 5.º | Miguel Ángel Rubiano  | Coldeportes-Zenú             | + 24 s          |
| 6.º | Brayan Ramírez        | Colombia                     | + 26 s          |
| 7.º | Juan Esteban Arango   | Colombia                     | + 27 s          |
| 8.º | Maximiliano Richeze   | Quick-Step Floors            | + 29 s          |
| 9.º | Simon Pellaud         | Illuminate                   | + 30 s          |
| 10.º | Nicolás Tivani        | Trevigiani-Phonix-Hemus 1896 | + 30 s          |

### 4.ª etapa
| Buga - Santa Rosa de Cabal | etapa de media montaña | (149,5 km) |

| \| Clasificación de la etapa \| Clasificación de la etapa \| Clasificación de la etapa \| Clasificación de la etapa \| Clasificación de la etapa \| \| Ciclista \| Ciclista \| Equipo \| Tiempo \| \| \| ------------------------- \| ------------------------- \| -------------------------------- \| ------------------------- \| ------------------------- \| \| 1.º \| Julian Alaphilippe \| Quick-Step Floors \| 3 h 17 min 36 s \| \| \| 2.º \| Sergio Luis Henao \| Team Sky \| + 0 s \| \| \| 3.º \| Nairo Quintana \| Movistar Team \| + 0 s \| \| \| 4.º \| Rigoberto Urán \| EF Education First-Drapac \| + 3 s \| \| \| 5.º \| Jhonatan Narváez \| Quick-Step Floors \| + 3 s \| \| \| 6.º \| Egan Bernal \| Team Sky \| + 3 s \| \| \| 7.º \| Iván Ramiro Sosa \| Androni Giocattoli-Sidermec \| + 3 s \| \| \| 8.º \| Danny Osorio \| Orgullo Paisa \| + 8 s \| \| \| 9.º \| Diego Ochoa \| EPM \| + 8 s \| \| \| 10.º \| Aristóbulo Cala \| Bicicletas Strongman Coldeportes \| + 11 s \| \| |                    |                                  |                 |
| |                    |                                  |                 |
| |                    |                                  |                 |
| Clasificación de la etapa |                    |                                  |                 |
| Ciclista | Ciclista           | Equipo                           | Tiempo          |
| 1.º | Julian Alaphilippe | Quick-Step Floors                | 3 h 17 min 36 s |
| 2.º | Sergio Luis Henao  | Team Sky                         | + 0 s           |
| 3.º | Nairo Quintana     | Movistar Team                    | + 0 s           |
| 4.º | Rigoberto Urán     | EF Education First-Drapac        | + 3 s           |
| 5.º | Jhonatan Narváez   | Quick-Step Floors                | + 3 s           |
| 6.º | Egan Bernal        | Team Sky                         | + 3 s           |
| 7.º | Iván Ramiro Sosa   | Androni Giocattoli-Sidermec      | + 3 s           |
| 8.º | Danny Osorio       | Orgullo Paisa                    | + 8 s           |
| 9.º | Diego Ochoa        | EPM                              | + 8 s           |
| 10.º | Aristóbulo Cala    | Bicicletas Strongman Coldeportes | + 11 s          |

| \| Clasificación general \| Clasificación general \| Clasificación general \| Clasificación general \| Clasificación general \| \| Ciclista \| Ciclista \| Equipo \| Tiempo \| \| \| --------------------- \| --------------------- \| --------------------------- \| --------------------- \| --------------------- \| \| 1.º \| Julian Alaphilippe \| Quick-Step Floors \| 12 h 44 min 06 s \| \| \| 2.º \| Sergio Luis Henao \| Team Sky \| + 4 s \| \| \| 3.º \| Nairo Quintana \| Movistar Team \| + 6 s \| \| \| 4.º \| Egan Bernal \| Team Sky \| + 13 s \| \| \| 5.º \| Rigoberto Urán \| EF Education First-Drapac \| + 13 s \| \| \| 6.º \| Iván Ramiro Sosa \| Androni Giocattoli-Sidermec \| + 13 s \| \| \| 7.º \| Jhonatan Narváez \| Quick-Step Floors \| + 13 s \| \| \| 8.º \| Danny Osorio \| Orgullo Paisa \| + 18 s \| \| \| 9.º \| Diego Ochoa \| EPM \| + 18 s \| \| \| 10.º \| Taylor Eisenhart \| Holowesko Citadel \| + 21 s \| \| |                    |                             |                  |
| |                    |                             |                  |
| |                    |                             |                  |
| Clasificación general |                    |                             |                  |
| Ciclista | Ciclista           | Equipo                      | Tiempo           |
| 1.º | Julian Alaphilippe | Quick-Step Floors           | 12 h 44 min 06 s |
| 2.º | Sergio Luis Henao  | Team Sky                    | + 4 s            |
| 3.º | Nairo Quintana     | Movistar Team               | + 6 s            |
| 4.º | Egan Bernal        | Team Sky                    | + 13 s           |
| 5.º | Rigoberto Urán     | EF Education First-Drapac   | + 13 s           |
| 6.º | Iván Ramiro Sosa   | Androni Giocattoli-Sidermec | + 13 s           |
| 7.º | Jhonatan Narváez   | Quick-Step Floors           | + 13 s           |
| 8.º | Danny Osorio       | Orgullo Paisa               | + 18 s           |
| 9.º | Diego Ochoa        | EPM                         | + 18 s           |
| 10.º | Taylor Eisenhart   | Holowesko Citadel           | + 21 s           |

### 5.ª etapa
| Pereira - Salento | etapa de media montaña | (163,7 km) |

| \| Clasificación de la etapa \| Clasificación de la etapa \| Clasificación de la etapa \| Clasificación de la etapa \| Clasificación de la etapa \| \| Ciclista \| Ciclista \| Equipo \| Tiempo \| \| \| ------------------------- \| ------------------------- \| -------------------------------- \| ------------------------- \| ------------------------- \| \| 1.º \| Rigoberto Urán \| EF Education First-Drapac \| 3 h 42 min 33 s \| \| \| 2.º \| Nairo Quintana \| Movistar Team \| + 0 s \| \| \| 3.º \| Egan Bernal \| Team Sky \| + 0 s \| \| \| 4.º \| Sergio Luis Henao \| Team Sky \| + 0 s \| \| \| 5.º \| Iván Ramiro Sosa \| Androni Giocattoli-Sidermec \| + 17 s \| \| \| 6.º \| Daniel Felipe Martínez \| EF Education First-Drapac \| + 17 s \| \| \| 7.º \| Jhonatan Narváez \| Quick-Step Floors \| + 29 s \| \| \| 8.º \| Óscar Sevilla \| Medellín \| + 29 s \| \| \| 9.º \| Aristóbulo Cala \| Bicicletas Strongman Coldeportes \| + 34 s \| \| \| 10.º \| Richard Carapaz \| Movistar Team \| + 37 s \| \| |                        |                                  |                 |
| |                        |                                  |                 |
| |                        |                                  |                 |
| Clasificación de la etapa |                        |                                  |                 |
| Ciclista | Ciclista               | Equipo                           | Tiempo          |
| 1.º | Rigoberto Urán         | EF Education First-Drapac        | 3 h 42 min 33 s |
| 2.º | Nairo Quintana         | Movistar Team                    | + 0 s           |
| 3.º | Egan Bernal            | Team Sky                         | + 0 s           |
| 4.º | Sergio Luis Henao      | Team Sky                         | + 0 s           |
| 5.º | Iván Ramiro Sosa       | Androni Giocattoli-Sidermec      | + 17 s          |
| 6.º | Daniel Felipe Martínez | EF Education First-Drapac        | + 17 s          |
| 7.º | Jhonatan Narváez       | Quick-Step Floors                | + 29 s          |
| 8.º | Óscar Sevilla          | Medellín                         | + 29 s          |
| 9.º | Aristóbulo Cala        | Bicicletas Strongman Coldeportes | + 34 s          |
| 10.º | Richard Carapaz        | Movistar Team                    | + 37 s          |

| \| Clasificación general \| Clasificación general \| Clasificación general \| Clasificación general \| Clasificación general \| \| Ciclista \| Ciclista \| Equipo \| Tiempo \| \| \| --------------------- \| ---------------------- \| -------------------------------- \| --------------------- \| --------------------- \| \| 1.º \| Nairo Quintana \| Movistar Team \| 16 h 26 min 39 s \| \| \| 2.º \| Rigoberto Urán \| EF Education First-Drapac \| + 3 s \| \| \| 3.º \| Sergio Luis Henao \| Team Sky \| + 4 s \| \| \| 4.º \| Egan Bernal \| Team Sky \| + 9 s \| \| \| 5.º \| Iván Ramiro Sosa \| Androni Giocattoli-Sidermec \| + 30 s \| \| \| 6.º \| Daniel Felipe Martínez \| EF Education First-Drapac \| + 38 s \| \| \| 7.º \| Julian Alaphilippe \| Quick-Step Floors \| + 39 s \| \| \| 8.º \| Jhonatan Narváez \| Quick-Step Floors \| + 42 s \| \| \| 9.º \| Aristóbulo Cala \| Bicicletas Strongman Coldeportes \| + 55 s \| \| \| 10.º \| Danny Osorio \| Orgullo Paisa \| + 57 s \| \| |                        |                                  |                  |
| |                        |                                  |                  |
| |                        |                                  |                  |
| Clasificación general |                        |                                  |                  |
| Ciclista | Ciclista               | Equipo                           | Tiempo           |
| 1.º | Nairo Quintana         | Movistar Team                    | 16 h 26 min 39 s |
| 2.º | Rigoberto Urán         | EF Education First-Drapac        | + 3 s            |
| 3.º | Sergio Luis Henao      | Team Sky                         | + 4 s            |
| 4.º | Egan Bernal            | Team Sky                         | + 9 s            |
| 5.º | Iván Ramiro Sosa       | Androni Giocattoli-Sidermec      | + 30 s           |
| 6.º | Daniel Felipe Martínez | EF Education First-Drapac        | + 38 s           |
| 7.º | Julian Alaphilippe     | Quick-Step Floors                | + 39 s           |
| 8.º | Jhonatan Narváez       | Quick-Step Floors                | + 42 s           |
| 9.º | Aristóbulo Cala        | Bicicletas Strongman Coldeportes | + 55 s           |
| 10.º | Danny Osorio           | Orgullo Paisa                    | + 57 s           |

### 6.ª etapa
| Armenia - Manizales | etapa de montaña | (187,8 km) |

| \| Clasificación de la etapa \| Clasificación de la etapa \| Clasificación de la etapa \| Clasificación de la etapa \| Clasificación de la etapa \| \| Ciclista \| Ciclista \| Equipo \| Tiempo \| \| \| ------------------------- \| ------------------------- \| ------------------------- \| ------------------------- \| ------------------------- \| \| 1.º \| Dayer Quintana \| Movistar Team \| 4 h 22 min 11 s \| \| \| 2.º \| Egan Bernal \| Team Sky \| + 10 s \| \| \| 3.º \| Sebastián Henao \| Team Sky \| + 10 s \| \| \| 4.º \| Alexander Gil \| EPM \| + 14 s \| \| \| 5.º \| Daniel Felipe Martínez \| EF Education First-Drapac \| + 18 s \| \| \| 6.º \| Óscar Sevilla \| Medellín \| + 18 s \| \| \| 7.º \| Rigoberto Urán \| EF Education First-Drapac \| + 21 s \| \| \| 8.º \| Nairo Quintana \| Movistar Team \| + 21 s \| \| \| 9.º \| Sergio Luis Henao \| Team Sky \| + 21 s \| \| \| 10.º \| Julian Alaphilippe \| Quick-Step Floors \| + 24 s \| \| |                        |                           |                 |
| |                        |                           |                 |
| |                        |                           |                 |
| Clasificación de la etapa |                        |                           |                 |
| Ciclista | Ciclista               | Equipo                    | Tiempo          |
| 1.º | Dayer Quintana         | Movistar Team             | 4 h 22 min 11 s |
| 2.º | Egan Bernal            | Team Sky                  | + 10 s          |
| 3.º | Sebastián Henao        | Team Sky                  | + 10 s          |
| 4.º | Alexander Gil          | EPM                       | + 14 s          |
| 5.º | Daniel Felipe Martínez | EF Education First-Drapac | + 18 s          |
| 6.º | Óscar Sevilla          | Medellín                  | + 18 s          |
| 7.º | Rigoberto Urán         | EF Education First-Drapac | + 21 s          |
| 8.º | Nairo Quintana         | Movistar Team             | + 21 s          |
| 9.º | Sergio Luis Henao      | Team Sky                  | + 21 s          |
| 10.º | Julian Alaphilippe     | Quick-Step Floors         | + 24 s          |

## Clasificaciones finales
Las clasificaciones finalizaron de la siguiente forma:

### Clasificación general
| \| Clasificación general \| Clasificación general \| Clasificación general \| Clasificación general \| Clasificación general \| \| Ciclista \| Ciclista \| Equipo \| Tiempo \| \| \| --------------------- \| ---------------------- \| -------------------------------- \| --------------------- \| --------------------- \| \| 1.º \| Egan Bernal \| Team Sky \| 20 h 49 min 03 s \| \| \| 2.º \| Nairo Quintana \| Movistar Team \| + 8 s \| \| \| 3.º \| Rigoberto Urán \| EF Education First-Drapac \| + 11 s \| \| \| 4.º \| Sergio Luis Henao \| Team Sky \| + 12 s \| \| \| 5.º \| Daniel Felipe Martínez \| EF Education First-Drapac \| + 43 s \| \| \| 6.º \| Iván Ramiro Sosa \| Androni Giocattoli-Sidermec \| + 45 s \| \| \| 7.º \| Julian Alaphilippe \| Quick-Step Floors \| + 50 s \| \| \| 8.º \| Aristóbulo Cala \| Bicicletas Strongman Coldeportes \| + 1 min 10 s \| \| \| 9.º \| Danny Osorio \| Orgullo Paisa \| + 1 min 12 s \| \| \| 10.º \| Jhonatan Narváez \| Quick-Step Floors \| + 1 min 18 s \| \| \| 11.º \| Rafael Montiel \| Orgullo Paisa \| + 1 min 26 s \| \| \| 12.º \| Jarlinson Pantano \| Colombia \| + 1 min 46 s \| \| \| 13.º \| Juan Pablo Suárez \| EPM \| + 1 min 46 s \| \| \| 14.º \| Heiner Parra \| GW Shimano \| + 1 min 51 s \| \| \| 15.º \| Fabio Duarte \| Manzana Postobón \| + 1 min 52 s \| \| |                        |                                  |                  |
| |                        |                                  |                  |
| Fuente: ProCyclingStats |                        |                                  |                  |
| Clasificación general |                        |                                  |                  |
| Ciclista | Ciclista               | Equipo                           | Tiempo           |
| 1.º | Egan Bernal            | Team Sky                         | 20 h 49 min 03 s |
| 2.º | Nairo Quintana         | Movistar Team                    | + 8 s            |
| 3.º | Rigoberto Urán         | EF Education First-Drapac        | + 11 s           |
| 4.º | Sergio Luis Henao      | Team Sky                         | + 12 s           |
| 5.º | Daniel Felipe Martínez | EF Education First-Drapac        | + 43 s           |
| 6.º | Iván Ramiro Sosa       | Androni Giocattoli-Sidermec      | + 45 s           |
| 7.º | Julian Alaphilippe     | Quick-Step Floors                | + 50 s           |
| 8.º | Aristóbulo Cala        | Bicicletas Strongman Coldeportes | + 1 min 10 s     |
| 9.º | Danny Osorio           | Orgullo Paisa                    | + 1 min 12 s     |
| 10.º | Jhonatan Narváez       | Quick-Step Floors                | + 1 min 18 s     |
| 11.º | Rafael Montiel         | Orgullo Paisa                    | + 1 min 26 s     |
| 12.º | Jarlinson Pantano      | Colombia                         | + 1 min 46 s     |
| 13.º | Juan Pablo Suárez      | EPM                              | + 1 min 46 s     |
| 14.º | Heiner Parra           | GW Shimano                       | + 1 min 51 s     |
| 15.º | Fabio Duarte           | Manzana Postobón                 | + 1 min 52 s     |

### Clasificación por puntos
| Clasificación por puntos | Clasificación por puntos | Clasificación por puntos    | Clasificación por puntos | Clasificación por puntos |
| Ciclista                 | Ciclista                 | Equipo                      | Puntos                   |                          |
| ------------------------ | ------------------------ | --------------------------- | ------------------------ | ------------------------ |
| 1.º                      | Fernando Gaviria         | Quick-Step Floors           | 59 pts                   |                          |
| 2.º                      | Juan Sebastián Molano    | Manzana Postobón            | 34 pts                   |                          |
| 3.º                      | Matteo Malucelli         | Androni Giocattoli-Sidermec | 32 pts                   |                          |
| 4.º                      | Rigoberto Urán           | EF Education First-Drapac   | 28 pts                   |                          |
| 5.º                      | Egan Bernal              | Team Sky                    | 28 pts                   |                          |
| 6.º                      | Nairo Quintana           | Movistar Team               | 26 pts                   |                          |
| 7.º                      | Sergio Luis Henao        | Team Sky                    | 23 pts                   |                          |
| 8.º                      | Davide Vigano            | Italia                      | 20 pts                   |                          |
| 9.º                      | Miguel Ángel Rubiano     | Coldeportes-Zenú            | 18 pts                   |                          |
| 10.º                     | Julian Alaphilippe       | Quick-Step Floors           | 17 pts                   |                          |

### Clasificación de la montaña
| Clasificación de la montaña | Clasificación de la montaña | Clasificación de la montaña      | Clasificación de la montaña | Clasificación de la montaña |
| Ciclista                    | Ciclista                    | Equipo                           | Puntos                      |                             |
| --------------------------- | --------------------------- | -------------------------------- | --------------------------- | --------------------------- |
| 1.º                         | Egan Bernal                 | Team Sky                         | 11 pts                      |                             |
| 2.º                         | Dayer Quintana              | Movistar Team                    | 10 pts                      |                             |
| 3.º                         | Sebastián Henao             | Team Sky                         | 6 pts                       |                             |
| 4.º                         | Nicolás Paredes             | Medellín                         | 5 pts                       |                             |
| 5.º                         | Jordan Parra                | Manzana Postobón                 | 4 pts                       |                             |
| 6.º                         | Alexander Gil               | EPM                              | 4 pts                       |                             |
| 7.º                         | Julian Alaphilippe          | Quick-Step Floors                | 3 pts                       |                             |
| 8.º                         | Jonathan Cañaveral          | Bicicletas Strongman Coldeportes | 3 pts                       |                             |
| 9.º                         | Daniel Felipe Martínez      | EF Education First-Drapac        | 2 pts                       |                             |
| 10.º                        | Rodrigo Contreras           | EPM                              | 2 pts                       |                             |

### Clasificación de los jóvenes
| Clasificación del mejor joven | Clasificación del mejor joven | Clasificación del mejor joven | Clasificación del mejor joven | Clasificación del mejor joven |
| Ciclista                      | Ciclista                      | Equipo                        | Tiempo                        |                               |
| ----------------------------- | ----------------------------- | ----------------------------- | ----------------------------- | ----------------------------- |
| 1.º                           | Egan Bernal                   | Team Sky                      | 20 h 49 min 03 s              |                               |
| 2.º                           | Daniel Felipe Martínez        | EF Education First-Drapac     | + 43 s                        |                               |
| 3.º                           | Iván Ramiro Sosa              | Androni Giocattoli-Sidermec   | + 45 s                        |                               |
| 4.º                           | Jhonatan Narváez              | Quick-Step Floors             | + 1 min 18 s                  |                               |
| 5.º                           | Hugh Carthy                   | EF Education First-Drapac     | + 1 min 55 s                  |                               |
| 6.º                           | Diego Ochoa                   | EPM                           | + 1 min 58 s                  |                               |
| 7.º                           | Sebastián Henao               | Team Sky                      | + 2 min 02 s                  |                               |
| 8.º                           | Taylor Eisenhart              | Holowesko Citadel             | + 2 min 39 s                  |                               |
| 9.º                           | Richard Carapaz               | Movistar Team                 | + 2 min 40 s                  |                               |
| 10.º                          | Aldemar Reyes Ortega          | Manzana Postobón              | + 3 min 14 s                  |                               |

### Clasificación de los sprints especiales (metas volantes)
| Clasificación de las metas volantes | Clasificación de las metas volantes | Clasificación de las metas volantes | Clasificación de las metas volantes | Clasificación de las metas volantes |
| Ciclista                            | Ciclista                            | Equipo                              | Puntos                              |                                     |
| ----------------------------------- | ----------------------------------- | ----------------------------------- | ----------------------------------- | ----------------------------------- |
| 1.º                                 | Miguel Ángel Rubiano                | Coldeportes-Zenú                    | 18 pts                              |                                     |
| 2.º                                 | Fernando Gaviria                    | Quick-Step Floors                   | 14 pts                              |                                     |
| 3.º                                 | Rafael Montiel                      | Orgullo Paisa                       | 14 pts                              |                                     |
| 4.º                                 | Brayan Ramírez                      |                                     | 13 pts                              |                                     |
| 5.º                                 | Juan Esteban Arango                 | Medellín                            | 7 pts                               |                                     |
| 6.º                                 | Álvaro Hodeg                        | Quick-Step Floors                   | 4 pts                               |                                     |
| 7.º                                 | José Tito Hernández                 | Orgullo Paisa                       | 3 pts                               |                                     |
| 8.º                                 | Félix Barón                         | Illuminate                          | 3 pts                               |                                     |
| 9.º                                 | Omar Mendoza                        | Medellín                            | 3 pts                               |                                     |
| 10.º                                | Nicolás Tivani                      | Trevigiani-Phonix-Hemus 1896        | 3 pts                               |                                     |

### Clasificación por equipos
| Clasificación por equipos | Clasificación por equipos                | Clasificación por equipos | Clasificación por equipos |
| Equipo                    | Equipo                                   | Tiempo                    |                           |
| ------------------------- | ---------------------------------------- | ------------------------- | ------------------------- |
| 1.º                       | Sky                                      | 62 h 29 min 43 s          |                           |
| 2.º                       | EF Education First-Drapac p/b Cannondale | + 25 s                    |                           |
| 3.º                       | EPM                                      | + 1 min 35 s              |                           |
| 4.º                       | Movistar Team                            | + 2 min 38 s              |                           |
| 5.º                       | Orgullo Paisa                            | + 4 min 14 s              |                           |
| 6.º                       | Colombia                                 | + 5 min 45 s              |                           |
| 7.º                       | Bicicletas Strongman                     | + 9 min 21 s              |                           |
| 8.º                       | Medellín-Éxito                           | + 9 min 24 s              |                           |
| 9.º                       | Manzana Postobón                         | + 9 min 38 s              |                           |
| 10.º                      | GW Shimano                               | + 12 min 30 s             |                           |

## Evolución de las clasificaciones
| Etapa                   | Vencedor                | Clasificación general | Clasificación por puntos | Clasificación de la montaña | Clasificación de los jóvenes | Clasificación por equipos | Clasificación sprints especiales (sin maillot) |
| ----------------------- | ----------------------- | --------------------- | ------------------------ | --------------------------- | ---------------------------- | ------------------------- | ---------------------------------------------- |
| 1.ª                     | Fernando Gaviria        | Fernando Gaviria      | Fernando Gaviria         | Miguel Ángel Rubiano        | Fernando Gaviria             | Quick-Step Floors         | Miguel Ángel Rubiano                           |
| 2.ª                     | Fernando Gaviria        | Fernando Gaviria      | Fernando Gaviria         | Miguel Ángel Rubiano        | Fernando Gaviria             | Quick-Step Floors         | Miguel Ángel Rubiano                           |
| 3.ª                     | Fernando Gaviria        | Fernando Gaviria      | Fernando Gaviria         | Miguel Ángel Rubiano        | Fernando Gaviria             | Quick-Step Floors         | Miguel Ángel Rubiano                           |
| 4.ª                     | Julian Alaphilippe      | Julian Alaphilippe    | Fernando Gaviria         | Julian Alaphilippe          | Egan Bernal                  | Sky                       | Fernando Gaviria                               |
| 5.ª                     | Rigoberto Urán          | Nairo Quintana        | Fernando Gaviria         | Julian Alaphilippe          | Egan Bernal                  | EF Education First-Drapac | Brayan Ramírez                                 |
| 6.ª                     | Dayer Quintana          | Egan Bernal           | Fernando Gaviria         | Egan Bernal                 | Egan Bernal                  | Sky                       | Miguel Ángel Rubiano                           |
| Clasificaciones finales | Clasificaciones finales | Egan Bernal           | Fernando Gaviria         | Egan Bernal                 | Egan Bernal                  | Sky                       | Miguel Ángel Rubiano                           |

## Ciclistas participantes y posiciones finales
Convenciones:
- AB-N: Abandono en la etapa "N"
- FLT-N: Retiro por llegada fuera del límite de tiempo en la etapa "N"
- NTS-N: No tomó la salida para la etapa "N"
- DES-N: Descalificado o expulsado en la etapa "N"

## UCI World Ranking
La carrera Colombia Oro y Paz otorga puntos para el UCI America Tour 2018 y el UCI World Ranking, este último para corredores de los equipos en las categorías UCI WorldTeam, Profesional Continental y Equipos Continentales. Las siguientes tablas muestran el baremo de puntuación y los 10 corredores que obtuvieron más puntos:
| Posición              | 1.º | 2.º | 3.º | 4.º | 5.º | 6.º | 7.º | 8.º | 9.º | 10.º | 11.º | 12.º | 13.º-15.º | 16.º-25.º |
| Clasificación general | 125 | 85  | 70  | 60  | 50  | 40  | 35  | 30  | 25  | 20   | 15   | 10   | 5         | 3         |
| Por etapa             | 14  | 5   | 3   |     |     |     |     |     |     |      |      |      |           |           |
| Líder                 | 3   |     |     |     |     |     |     |     |     |      |      |      |           |           |

| Clasificación |                        |                                           |         |       |       |       |
| Posición      | Ciclista               | Equipo                                    | General | Etapa | Líder | Total |
| ------------- | ---------------------- | ----------------------------------------- | ------- | ----- | ----- | ----- |
| 1.º           | Egan Bernal            | Sky                                       | 125     | 8     | -     | 133   |
| 2.º           | Nairo Quintana         | Movistar                                  | 85      | 8     | 3     | 96    |
| 3.º           | Rigoberto Urán         | EF Education First-Drapac                 | 70      | 14    | -     | 84    |
| 4.º           | Sergio Henao           | Sky                                       | 60      | 5     | -     | 65    |
| 5.º           | Julian Alaphilippe     | Quick-Step Floors                         | 35      | 14    | 3     | 52    |
| 6.º           | Fernando Gaviria       | Quick-Step Floors                         | -       | 42    | 9     | 51    |
| 7.º           | Daniel Felipe Martínez | EF Education First-Drapac                 | 50      | -     | -     | 50    |
| 8.º           | Iván Ramiro Sosa       | Androni Giocattoli-Sidermec               | 40      | -     | -     | 40    |
| 9.º           | Aristóbulo Cala        | Bicicletas Strongman Colombia Coldeportes | 30      | -     | -     | 30    |
| 10.º          | Danny Osorio           | Orgullo Paisa                             | 25      | -     | -     | 25    |